# Адем Кастраті
Адем Кастраті (мак. Адем Кастрати; 15 січня 1933 - 24 вересня 2000) — північно-македонський художник албанського походження.

## Біографія
Народився 1933 року в Косово. Займався патріотичною та просвітницькою діяльністю. Його сім'я була відома від його батька в цій місцевості, а також від його матері Дайкоч (його дядько був політичним дисидентом і патріотом Метушем Красніці). Художник і педагог образотворчого мистецтва, літературний творець, колекціонер, маркер і видавець популярної скарбниці, аналітик албансько-слов'янських та євросвітових відносин. Він належить до першого покоління живописців після Другої світової війни. Бурхливі часи, коли він виріс, дозрів і сформувався як живописець, безумовно, залишать великий слід у його діяльності. Його ім'я займає гідне місце серед художників-фігуратів, які жили і творили твори в Югославії. Кастраті — один із доайенів серед албанських живописців у Північній Македонії, країні, де він живе і творить більше сорока років.